# Giovanni Cassis
Giovanni Nepomuceno Augusto Cassis, Conte Palatino, cavaliere del Sacro Romano Impero (Padova, 12 ottobre 1853 – Roma, 5 novembre 1938), è stato un magistrato, prefetto e politico italiano.

## Biografia
Figlio di Eugenio Luigi Cassis, magistrato radiato dall'Austria per la sua partecipazione ai moti del 1848, compie gli studi a Padova e si laurea in Giurisprudenza a Bologna. Inizia la carriera nella pubblica amministrazione nel 1874. Viene nominato prefetto di Sassari (1898), Messina (1899), e Venezia ( 1900) e membro del Consiglio di Stato nel 1920, dal quale viene collocato a riposo come Presidente onorario di sezione. Ha svolto numerosi incarichi, tra i quali la reggenza del Banco di Sicilia (22 novembre 1906-febbraio 1907) e la Commissione di vigilanza dell'Amministrazione delle Ferrovie dello Stato (5 dicembre 1921-4 febbraio 1923). 
Dal 1º giugno 1915, con l'entrata dell'Italia nella prima guerra mondiale, è nominato Commissario civile per il territorio della Provincia di Milano e Prefetto incaricato. In questa veste deve affrontare il grave problema degli sfollati e dei profughi trentini in fuga dalle zone di guerra, che si assommano ai numerosi esuli e disertori anti-austriaci che giungono fin dal conflitto del 1849. Con l'aumento degli arrivi a seguito dell'offensiva autro-ungarica del 1916 promuove la costruzione di una colonia per i profughi, una cittadella indipendente gestita dalla Commissione per i Fuoriusciti Trentini, attiva dal 1914.
Nel 1923, da membro della commissione per la legge sulle bonifiche, viene chiamato a indagare sull'operato della Società anonima bonifiche pontine, emanazione del Banco di Roma costituita per la bonifica, tra gli altri, di oltre 6000 ettari di terra all'uopo conferiti dalla famiglia Caetani, che siede nel consiglio di amministrazione con un proprio rappresentante. L'inchiesta, voluta personalmente da Mussolini, nasce da voci ricorrenti di irregolarità circa la gestione economica dei cospicui fondi che il governo ha stanziato per il prosciugamento delle paludi e la fondazione delle nuove città ma si conclude senza particolari manchevolezze di gestione e con un giudizio comunque negativo sul comportamento della dirigenza, espressione dei partiti popolare e socialista, a causa di numerosi conflitti di interesse.